# Fiat 632

Fiat 633GM a gassogeno.

Il Fiat 632 fu un autocarro pesante italiano prodotto dalla Fiat Veicoli Industriali dal 1931.

## Storia
Dal 1906, la Fiat studiava la motorizzazione diesel, in collaborazione con l'ingegnere tedesco Rudolf Diesel. Per quanto ci fossero stati utilizzi di questo motore sia in campo navale che aeronautico che ferroviario, bisognerà aspettare il 1929 per vedere il primo autocarro con un motore diesel, il Fiat 621N. Nel 1931 la casa di Torino introduce il suo primo autocarro diesel pesante, il Fiat 632N (N sta per Nafta). Il mezzo è basato su un autotelaio su due assi, il primo con ruote singole direttrici, il secondo con ruote gemellate motrici. Sarà prodotto in due serie successive, la N e la N1. Nella N, una cabina arretrata, rustica e dalle linee spigolose, ospita il motore diesel Fiat 350 a 4 cilindri ad iniezione diretta di 5570 cm³ a valvole in testa da 55 hp a soli 1800 giri/min. Di questo primo modello veniva offerta anche la versione 632RN (Ribassato Nafta) con pianale abbassato per l'allestimento di autobus.
Nel 1933 viene lanciata la serie N1, caratterizzata da una cabina leggermente ridisegnato ed una versione più evoluta del motore, la Fiat 350C, sempre 4 cilindri in linea da 5570 cm³, ma con un incremento di potenza a 60 hp a 1800 giri/min. La versione 632RN veniva offerto alle carrozzerie specializzate per l'allestimento degli autobus.
La serie successiva lanciata nel 1934, chiamata Fiat 633N, incorpora modifiche più significative, con una cabina e un frontale ridisegnato con linee arrotondate e calandra a forma di scudo. Questo modello servirà come base per una versione militare, il 633NM (Nafta Militare), lanciato nel 1935, disponibile anche a benzina, il 633BM (Benzina Militare), ed a gassogeno, il 633GM (Gassogeno Militare). Il 633 rimase in produzione fino alla fine del 1939, quando verrà sostituito dal nuovo modello con cabina avanzata Fiat 666.

## Fiat 633 NM
Il Fiat 633 rappresentò per le forze armate italiane una vera e propria innovazione della flotta italiana. Il primo ordine del Regio Esercito per 100 esemplari diesel 633NM risale al 1934. Un altro lotto di 200 veicoli a gassogeno, i Fiat 633GM, fu consegnato durante la prima metà del 1935.
Durante la guerra civile spagnola il Fiat 633NM trovò impiego in particolare durante l'occupazione dei zona nazionalista in Spagna tra il 1936 e il 1939.
Durante la seconda guerra mondiale il Fiat 633NM trovò impiego in particolare durante l'occupazione dei occupazione dei Balcani tra il 1941 e il 1943.
Tecnicamente si distingue dal 633N civile per la calandra squadrata e le ruote a disco invece che a raggiera, montanti sia semipneumatici "Celerflex" che pneumatici "Artiglio".

## Caratteristiche tecniche
| Modello                                          | Anni di produzione | Tipo di motore | Cilindrata cm³ | Potenza            | P.T.T. (in tonnellate) |
| ------------------------------------------------ | ------------------ | -------------- | -------------- | ------------------ | ---------------------- |
| Fiat 632N - camion, autotelaio                   | 1931 - 1932        | Fiat 350       | 5540           | 55 a 1800 giri/min | 9,0                    |
| Fiat 632N1 - cabina modificata                   | 1933 - 1934        | Fiat 350C      | 5540           | 60 a 1800 giri/min | 9,0                    |
| Fiat 632RN - autotelaio per allestimento autobus | 1933 - 1934        | Fiat 350C      | 5540           | 60 a 1800 giri/min | 9,0                    |
| Fiat 633N - nuova cabina versione civile         | 1933 - 1938        | Fiat 350C      | 5540           | 60 a 1800 giri/min | 10,6                   |
| Fiat 633NM - Nafta Militare                      | 1935 - 1938        | Fiat 350C      | 5540           | 60 a 1800 giri/min | 10,0                   |
| Fiat 633 GM - Gassogeno Militare                 | 1935 - 1938        | Fiat 250G      | 6647           | 54 a 1800 giri/min | 10,0                   |
| Fiat 633 BM - Benzina Militare                   | 1935 - 1938        | Fiat 250M      | 6647           | 80 a 1800 giri/min | 10,0                   |